# قلعه نشست‌آباد
قلعه نشست آباد مربوط به دوران‌های تاریخی پس از اسلام است و در ۳ کیلومتری شمال دلیجان واقع شده و این اثر در تاریخ ۱۰ دی ۱۳۸۱ با شمارهٔ ثبت ۶۹۸۱ به‌عنوان یکی از آثار ملی ایران به ثبت رسیده‌است.
دیوارهای این دژ به پهنا و درازی ۶۰ متر بوده و بلندای آن نزدیک به ۱۴ متر می‌باشد و پهنای آن ۲٫۵ متر بوده‌است. جنس سازه از گل و خشت بوده و دارای ۱۴ چینه است که هر چینه به بلندای ۱ متر است. این دژ دارای ۲ در ورودی و ۴ برج دیده‌بانی در گوشه‌های آن است. همچنین از قنات نشست‌آباد که نزدیک دژ است، کانالی منشعب کرده‌اند که از زیر قلعه به آن وارد می‌شود و برای تأمین آب مورد نیاز ساکنین مورد استفاده قرار می‌گیرد.